# Region Val-de-Travers
Die Region Val-de-Travers ist seit dem 1. Januar 2018 eine der vier Regionen des Kantons Neuenburg in der Schweiz und dient statistischen Zwecken und als Wahlregionen für den Grossen Rat (frz. Grand Conseil) des Kantons. Sie umfasst das Gebiet des Val de Travers, das von der Areuse durchflossen wird, dem Vallon des Verrières und den umliegenden Jurahöhen zusammen. Die Region ist geografisch identisch mit dem ehemaligen Bezirk Val-de-Travers.
Zur Region gehören folgende politischen Gemeinden (Stand: 1. Januar 2018)
| Wappen           | Name der Gemeinde | Einwohner (31. Dezember 2023) | Fläche in km² | Einw. pro km² |
| ---------------- | ----------------- | ----------------------------- | ------------- | ------------- |
| La Côte-aux-Fées | La Côte-aux-Fées  | 483                           | 12,83         | 38            |
| Les Verrières    | Les Verrières     | 649                           | 28,87         | 22            |
| Val-de-Travers   | Val-de-Travers    | 10'649                        | 124,74        | 85            |
| Total (3)        | Total (3)         | 11'701                        | 166,44        | 70            |